# Emanuele Belardi
Emanuele Belardi (Eboli, 1977. október 19.) olasz labdarúgó, jelenleg az Udinese kapusa.